# Luplau Janssen

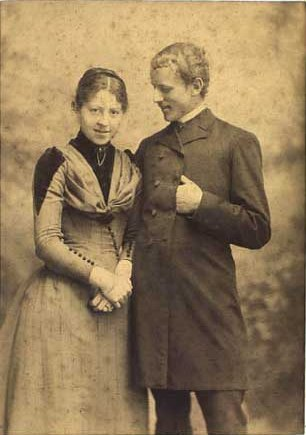
Luplau Janssen och hans hustru Marie, år 1892.

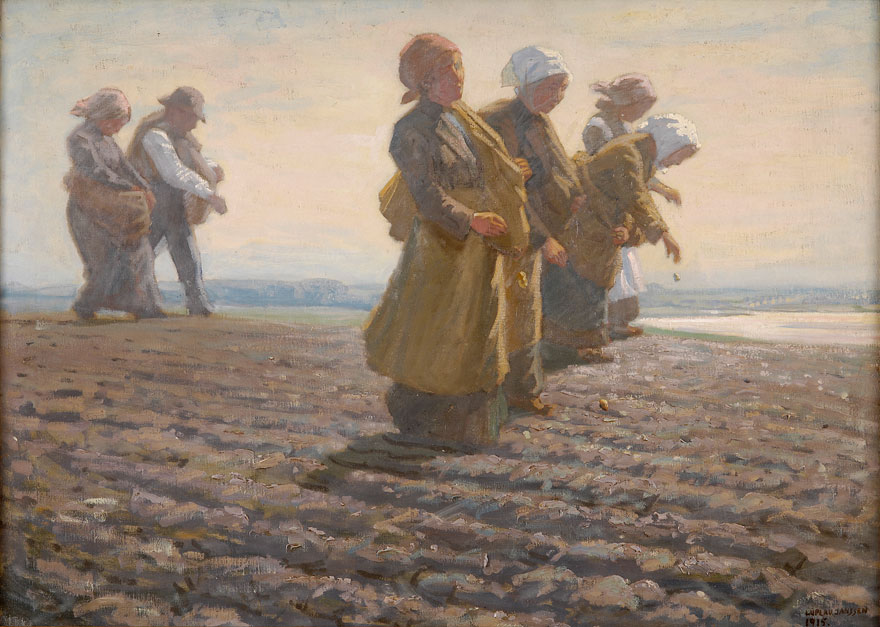
Målning, 1915

Luplau Janssen, född 15 juni 1869, död 16 juni 1929, var en dansk målare.
Luplau Janssen var verksam som figur-, landskaps-, djur-, och porträttmålare. Särskilt blev han uppskattad för sina älskvärda barnframställningar. Janssen ägnade sig även åt grafisk och dekorativ konst.